# Качковский, Ян
Ян Адам Качковский  (род. 19 июля 1977 года в Гдыне, умер 28 марта 2016 года в Сопоте ) — польский римско-католический священник, пресвитер, доктор богословских наук, биоэтик, организатор и директор Пуцкого хосписа имени святого Отца Пио.

## Биография
Родился 19 июля 1977 года в Гдыне недоношенным ребенком на седьмом месяце беременности. Он вырос в Сопоте, где получил образование в средней общеобразовательной школе. В 1996 году получил аттестат зрелости. Философско-богословское обучение он прошел в Гданьской Духовной семинарии, закончив ее в 2002 году со степенью магистра по теологии. 15 июня 2002 он был рукоположен в сан пресвитерата. Он был инкардинирован в Гданьской архиепископии. В 2007 году в Университете кардинала Стефана Вышинского в Варшаве, на основе диссертации "Человеческое достоинство умирающего и помощь людям в терминальном состоянии - теологическое и моральное исследование", получил докторскую степень в области теологии. В 2008 году окончил аспирантуру в направлении биоэтики в Папском университете Иоанна Павла II в Кракове.
В 2002–2007 годах работал в качестве викария в приходе Святых Апостолов Петра и Павла в Пуцке   . В 2007 году, после освобождения от обязанностей викария, остался на приходе в качестве помощника пастыря  . Он занял должность капеллана дома социальной помощи и больницы в Пуцке  . С 2004 по 2011 год работал катехетом в средней образовательной  школе в Пуцке и в Комплексе средних школ в Ржучево  . В 2010 году он стал преподавателем биоэтики в Университете Николая Коперника в Торуне   .
В 2004 году он стал одним из основателей домашнего хосписа в Пуцке. В 2007–2009 годах он координировал строительные работы Пуцкого хосписа имени святого отца Пио, а в 2009 году стал ее директором и президентом правления. Он создал программу обучения в области христианской биоэтики. Он проводил лекции и семинары на тему хосписа  . Был организатором семинаров по коммуникации и этике в медицине для студентов-медиков и юристов под названием Areopag Etyczny  . Он привлекал к волонтерской деятельности в хосписе так называемую сложную молодежь и осужденных лиц.  .
Он стал послом Всемирного дня молодежи, организованного в Кракове в 2016 году  .
Будучи видеоблогером, он публиковал свои видеоролики на сайте «Боска». ТВ  . На основе бесед с ним созданы книги «Безумия нет, есть рак» (Венж, 2013) и «Жизнь на полной петарде». Или вера, вырезка и любовь (Издательство ВАМ, 2015), Вы можете это сделать. Последний разговор (Издательство ВАМ, 2016), Живи до конца. Инструкция по борьбе с болезнью (Венж, 2017), Декалог отца Яна Качковского (Издательство WAM, 2017). Автор книг «Земля под твоими ногами» (Издательство ВАМ, 2016) и «Эксклюзивный нищий. Итак, священник Ян Качковский о самом главном (запись видеоматериалов, проповедей и конференций отца Качковского; Издательство «Юнитас», 2016).
С рождения у него был левосторонний парез и серьезный дефект зрения  . У него был диагностирован рак почки (вылечен) и глиома головного мозга  .
Он умер 28 марта 2016 года в своем семейном доме в Сопоте  . Похоронен 1 апреля 2016 года на муниципальном кладбище в Сопоте   .

## Награды, отличия, памятные даты
Решением Президента Республики Польша Бронислава Коморовского от 11 апреля 2012 года награжден Рыцарским крестом ордена Возрождения Польши   .
Ему было присвоено звание почетного гражданина Пацка  . В 2016 году он получил Почетное звание «За заслуги перед Поморским воеводством»  .
Папский совет по Здравоохранение Пастырское попечение наградил его медалью «Викарий Infirmos»  . Он стал лауреатом премии «След». Епископа Яна Храпка (2014) , Папская премия Варшавского клуба католической интеллигенции (2014) , Премия Newsweek. имени Терезы Тораньськой за общественную деятельность (2014) , Георгиевская медаль « Тыгодник Повшехны » (2015)  Розы Гали за благотворительную деятельность (2015)  и конкурс «Успех года 2015» в области здравоохранения в номинации "Личность года"  .
В 2018 году был создан фонд его имени . Фонд учредил награду «Очки священника Качковского»  .
В 2017 году в  Церкви Святого Ежи в Сопоте  была открыта посвященная ему мемориальная доска , а в 2022 году его именем была названа аудитория в 3-й средней школе в Сопоте, что было отмечено мемориальной доской  . В 2019 году его именем был назван парк в Сопоте  . Он также стал покровителем гостевого дома «ЛукЛук» в Сопоте  .
В 2022 году был снят художественный фильм «Джонни» режиссера Даниэля Ярошка, в котором Давид Огродник сыграл роль священника Яна Качковского  .

## Сноски
1. ↑  Чешская национальная авторитетная база данных
2. 1 2  M.P. z 2012 r. poz. 753 – pkt 20. [dostęp 2014-08-24].
3. ↑  P. Wilczyński. „Urodziłem się jako żywe poronienie”. Poruszająca historia przyjścia na świat ks. Kaczkowskiego. deon.pl (19 июля 2018). Дата обращения: 23 декабря 2022.
 Архивная копия от 31 мая 2023 на Wayback Machine
4. 1 2 3 4 5 6 7  Puck. Krzyż Kawalerski dla ks. Jana Kaczkowskiego. hospicja.pl (arch.) (12 сентября 2012). Дата обращения: 22 июля 2017.
5. 1 2 3  Ks. dr Jan Kaczkowski. diecezja.gdansk.pl (arch.). Дата обращения: 25 декабря 2016.
6. ↑  Шаблон:Ludzie nauki
7. ↑  Zmiany personalne w roku 2002. diecezja.gdansk.pl (arch.). Дата обращения: 25 декабря 2016.
8. 1 2  Ksiądz Jan Kaczkowski – świadectwo walki z glejakiem. zwrotnikraka.pl (26 ноября 2013). Дата обращения: 24 августа 2014.
 Архивная копия от 11 ноября 2016 на Wayback Machine
9. ↑  Ł. Kaźmierczak. Załatwiam coś ważnego. Przewodnik Katolicki. 29/2014. ISSN 0137-8384. Дата обращения: 5 июля 2015.
10. ↑  B. Aksamit. My, doktooorzy. wyborcza.pl (17 июня 2010). Дата обращения: 24 августа 2014.
 Архивная копия от 22 августа 2023 на Wayback Machine
11. ↑  Ambasadorzy. krakow2016.com (arch.). Дата обращения: 1 февраля 2023.
12. 1 2  Ks. Jan Kaczkowski i Piotr Żyłka laureatami tegorocznej Nagrody Ślad (opis). ekai.pl (28 июня 2014). Дата обращения: 24 августа 2014.
 Архивная копия от 11 апреля 2016 на Wayback Machine
13. ↑  J. Mikołajewski. W godzinę śmierci wezwij mnie. wyborcza.pl (22 августа 2014). Дата обращения: 24 августа 2014.
 Архивная копия от 1 августа 2016 на Wayback Machine
14. 1 2  P. Wilczyński. Sklepany przez Kościół, kocham Kościół. tygodnik.onet.pl (arch.) (20 ноября 2012). Дата обращения: 17 августа 2015.
15. ↑  E. Stawikowska, A. Kozłowska. Ks. Jan Kaczkowski nie żyje. trojmiasto.wyborcza.pl (28 марта 2016). Дата обращения: 28 марта 2016.
 Архивная копия от 22 августа 2023 на Wayback Machine
16. ↑  Pogrzeb ks. Jana Kaczkowskiego w Pucku i Sopocie. dziennikbaltycki.pl (1 апреля 2016). Дата обращения: 1 апреля 2016.
 Архивная копия от 10 февраля 2017 на Wayback Machine
17. ↑  Kwatera L1-K-3. Śp. Jan Kaczkowski. sopot.grobonet.com. Дата обращения: 21 марта 2021.
 Архивная копия от 22 августа 2023 на Wayback Machine
18. ↑  Wykaz przyznanych tytułów. miastopuck.pl (arch.). Дата обращения: 2 сентября 2016.
19. ↑  Uchwała Nr 202/XVIII/16 Sejmiku Województwa Pomorskiego. bip.pomorskie.eu (28 марта 2016). Дата обращения: 28 марта 2016.
 Архивная копия от 9 апреля 2016 на Wayback Machine
20. ↑  Nagroda Pontifici. kik.waw.pl. Дата обращения: 27 октября 2014.
 Архивная копия от 15 ноября 2015 на Wayback Machine
21. ↑  Nagrody Newsweeka im. Teresy Torańskiej przyznane. fundacjatoranskiej.pl. Дата обращения: 21 ноября 2015.
 Архивная копия от 22 августа 2023 на Wayback Machine
22. ↑  B. Strzelczyk. „Tygodnik” i gwiazdy: 70 lat Tygodnika Powszechnego. tygodnikpowszechny.pl (29 апреля 2015). Дата обращения: 28 декабря 2015.
 Архивная копия от 30 июля 2021 на Wayback Machine
23. ↑  Róże Gali 2015. Znamy laureatów! [ZDJĘCIA]. telemagazyn.pl (23 ноября 2015). Дата обращения: 23 ноября 2015.
 Архивная копия от 24 ноября 2015 на Wayback Machine
24. ↑  Wyniki konkursu. termedia.pl. Дата обращения: 28 марта 2016.
 Архивная копия от 13 ноября 2017 на Wayback Machine
25. ↑  Regulamin konkursu. fundacjakaczkowskiego.org (25 сентября 2022).
 Архивная копия от 28 сентября 2023 на Wayback Machine
26. ↑  A. Mizera-Nowicka. Odsłonięcie tablicy im. ks. Jana Kaczkowskeigo [sic!]. pomorskie.naszemiasto.pl (28 марта 2017). Дата обращения: 7 февраля 2019.
 Архивная копия от 20 апреля 2019 на Wayback Machine
27. ↑  III LO w Sopocie upamiętniło księdza Jana Kaczkowskiego. gdansk.tvp.pl (28 марта 2022). Дата обращения: 29 марта 2022.
 Архивная копия от 22 августа 2023 на Wayback Machine
28. ↑  Uchwała nr X/163/2019 Rady Miasta Sopotu. bip.sopot.pl (22 октября 2019). Дата обращения: 11 апреля 2021.
 Архивная копия от 2 августа 2021 на Wayback Machine
29. ↑  Ks. Jan Kaczkowski patronem skweru i Domu Gościnnego LukLuk w Sopocie. „Jego kolejna idea zamienia się w czyn”. dziennikbaltycki.pl (28 марта 2021). Дата обращения: 11 апреля 2021.
 Архивная копия от 9 июля 2023 на Wayback Machine
30. ↑  Johnny. filmpolski.pl. Дата обращения: 25 сентября 2022.
 Архивная копия от 11 декабря 2023 на Wayback Machine